# Лемешев, Владимир Николаевич

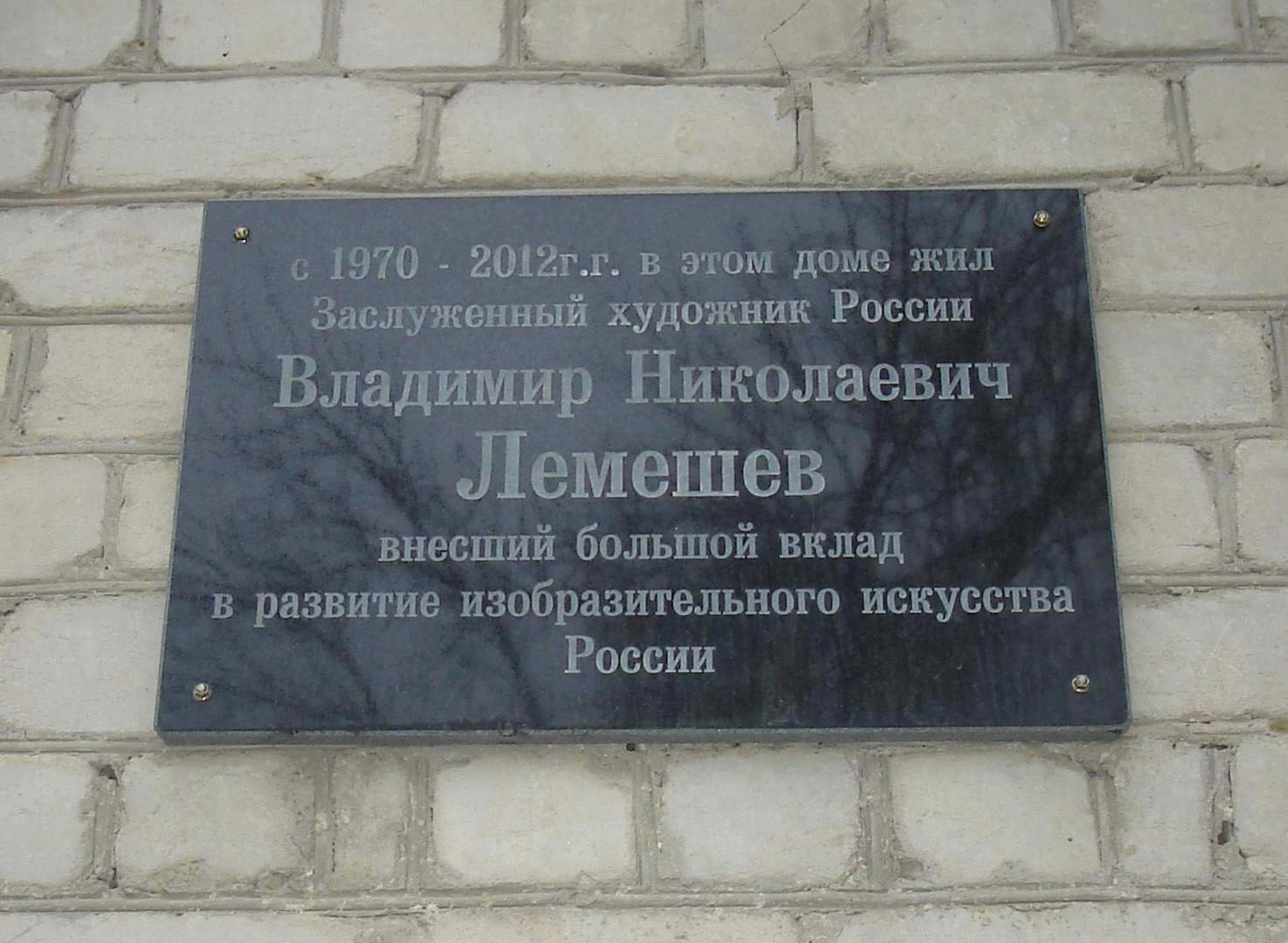
Памятная доска в Ростове-на-Дону

Владимир Николаевич Лемешев (1932—2012) — советский и российский художник; заслуженный художник России, лауреат премии имени М. Б. Грекова

## Биография
Родился в Ростове-на-Дону 26 мая 1932 года. Мечтал стать лётчиком, посещал в аэроклуб. Но в итоге окончил художественное училище имени М. Б. Грекова в Ростове, затем — Московский художественный институт имени В. И. Сурикова. Проходя практику на военном судне в Чёрном море, Лемешев пополнил свой опыт работой над морскими пейзажами и портретами моряков. Романтикой моря и высоты проникнуты многие его работы этого времени. Художник не раз рисовал на палубе военного крейсера, в том числе в Средиземном море. Бережно хранил Владимир Лемешев среди многочисленных наград нагрудный знак «За дальний поход» с силуэтом подводной лодки.
Лемешев был одним из тех, кто принимал участие в создании крупнейшей в мире панорамы, находящейся в Плевне. «Плевенская эпопея» посвящена освобождению болгар от турецких войск. Им в составе советских и болгарских художников были созданы фрагменты знаменитой панорамы, захватывающие батальные сцены. «Для меня всегда лучшей наградой является успех выставки. Приятно видеть в глазах людей, что мне удалось выразить желаемое. Но истинную ценность моих работ показывает только время», — говорил автор, вернувшись из поездки по Болгарии, когда праздновалась 130-годовщина Плевенской обороны. Бывая в Ростове, болгарские делегации всегда посещали творческую мастерскую В. Н. Лемешева, которого считают своим художником.
Когда-то молодой Владимир Лемешев много общался с Михаилом Александровичем Шолоховым. В результате этих встреч родилась идея чаще выезжать в сёла с выставками, а позднее — образовалось ростовское содружество «На родине Шолохова». Им написано также около 50 портретов лучших тружеников сельского хозяйства. Это и доярки, руководители хозяйств, работники культуры и механизаторы.
В свои 80 лет, художник продолжал писать и ещё, по мере сил, следить за современным искусством. Источником вдохновения художника была для него река Дон:

Дон во всех его проявлениях — Вешки и Ростов. До самого Воронежа приходилось ходить на кораблях, агитационных теплоходах его группе. С каким людьми встречались! Было о чём поведать своими работами. И много ещё оставалось в запасе.

Кроме творческой, Владимир Николаевич занимался общественной деятельностью — многие годы он возглавлял Союз художников, дружил со многими творческими Союзами, открыто выступал в прессе, до последнего поддерживал тесные контакты с журналистским сообществом.
Умер 5 декабря 2012 году в Ростове-на-Дону.

## Награды
- заслуженный художник России,
- премия имени М. Б. Грекова,
- Медаль «За доблестный труд на благо Донского края» (11 мая 2012)[4].